# Andrew J. Fenady
Andrew J. Fenady (* 4. Oktober 1928 in Toledo (Ohio); † 16. April 2020 in Los Angeles) war ein amerikanischer Schauspieler, Drehbuchautor, Filmproduzent und Schriftsteller.

## Leben
Fenady studierte Literatur und Wirtschaft an der University of Toledo, wo er in Hauptrollen in mehreren Theater-Produktionen auftrat und auch im örtlichen Radio Sendungen produzierte, in denen er Rollen übernahm. Er trat auch im Sommertheater des National Classic Theater in einer Shakespeare-Gruppe auf. Nach seinem Abschluss in Wirtschaft zog er nach Hollywood. Dort arbeitete er ab der 1955 ausgestrahlten dritten Staffel als Autor für die Talkshow Confidential File von und mit Paul V. Coates, wo er den Regisseur Irvin Kershner kennenlernte. Er schrieb mit Kershner das Drehbuch zu dessen 1958 erschienenem erstem Spielfilm Stakeout on Dope Street, in dem er auch eine Nebenrolle übernahm, und später die Drehbücher zu dessen Filmen The Young Captives (1959) und The Yank (1960). Mit Kershner und Nick Adams gründete er die Produktionsgesellschaft Fen-Ker-Ada Inc., die 1958 die TV-Serie The Rebel herausbrachte, zu der Fenady vier Folgen auch schrieb und bei der Kershner bei 35 der 76 Folgen die Regie innehatte. Hier betätigte er sich auch wieder als Schauspieler und stellte unter anderem General Philip Sheridan dar, ebenso wie später in einer Folge der ebenfalls von ihm produzierten und teilweise geschriebenen Serie Geächtet (Branded). 1966 produzierte und schrieb Fenady den Spielfilm Ride Beyond Vengeance, eine weitere seiner zahlreichen Zusammenarbeiten mit Chuck Connors.
Im selben Jahr produzierte und schrieb Fenady den TV-Spielfilm Hondo and the Apaches mit Ralph Taeger, der auf dem 3D-Film Man nennt mich Hondo mit John Wayne basierte und aus dem später eine ebenfalls von Fenady geschriebene und (gemeinsam mit Waynes Produktionsfirma Batjac Productions) produzierte Fernsehserie wiederum mit Ralph Taeger in der Titelrolle entstand. Dies führte dazu, dass Fenady auch das Drehbuch zu Chisum von Andrew V. McLaglen aus dem Jahr 1970 mit Wayne in der Titelrolle schrieb.
1977 schrieb Fenady in einer Nacht den Roman The Man with Bogart's Face, dessen Verfilmung von Regisseur Robert Day als Sam Marlow, Privatdetektiv aus dem Jahr 1980 nach einem von ihm verfassten Drehbuch er ebenfalls produzierte. Im gleichen Jahr schrieb Fenady einen Nachfolgeroman The Secret of Sam Marlow: the further Adventures of the Man with Bogart's face und im Jahr 2000 noch das Theaterstück The Man with Bogart's Face: A Play in Two Acts.
Von 1956 bis zu ihrem Tod 2009 war Fenady mit Mary Frances Dolan verheiratet, mit der er sechs Kinder hatte, von denen einige ebenfalls im Showgeschäft tätig sind. Er starb am 16. April 2020 in Los Angeles im Alter von 91 Jahren.

## Filmographie

### Autor

#### Kino
- Stakeout on Dope Street (1958)
- The Young Captives (1959)
- Ride Beyond Vengeance (1966)
- Chisum (1970)
- Terror in the Wax Museum (1973)
- Arnold (1973)
- Sam Marlow, Privatdetektiv (1980)

#### Fernsehfilme
- Las Vegas Beat (1961)
- Postmark: Jim Fletcher (1963)
- Hondo and the Apaches (1967)
- Black Noon (1971)
- The Hanged Man (1974)
- Mayday at 40,000 feet! (1976)
- The Hostage Heart (1977)
- The Mask of Alexander Cross (1977)
- A Masterpiece of Murder (1986)
- Jake Spanner, Private Eye (1989)
- … und den Weihnachtsmann gibt’s doch! (Yes Virginia, There Is a Santa Claus) (1991)
- Der Seewolf (1993)

#### Fernsehserien
- Confidential File (1955–1958)
- The Rebel (1959–1961)
- Geächtet (Branded) (1965–1966)
- Hondo (1967)

### Produzent

#### Kino
- Stakeout on Dope Street (1958)
- The Young Captives (1959)
- Broken Sabre (1965)
- Ride Beyond Vengeance (1966)
- Chisum (Film) (1970)
- Terror in the Wax Museum (1973)
- Arnold (1973)
- Sam Marlow, Privatdetektiv (1980)

#### Fernsehfilme
- Las Vegas Beat (1961)
- Hondo and the Apaches (1967)
- Black Noon (1971)
- The Woman Hunter (1972)
- The Voyage of the Yes (1973)
- The Stranger (1973)
- Sky Heist (1973)
- The Hanged Man (1974)
- Mayday at 40,000 Feet! (1976)
- The Hostage Heart (1977)
- The Mask of Alexander Cross (1977)
- Who Is Julia? (1986)
- Jake Spanner, Private Eye (1989)
- The Love She Sought (1990)
- Yes, Virginia, there is a Santa Claus (1991)
- Der Seewolf (1993)

#### Fernsehserien
- The Rebel (1959–1961)
- Branded (1965–1966)
- Hondo (1967)

### Schauspieler

#### Kino
- Stakeout on Dope Street (1958)

#### TV-Filme und -serien
- The Rebel (1960)
- Las Vegas Beat (1961)
- Branded (1965–1966)
- The Love She Sought (1990)
- The Sea Wolf (1993)

## Literarische Werke

### Romane
- The Man with Bogart's Face (Vorlage zu: Sam Marlow, Privatdetektiv) (1977)
- The Secret of Sam Marlow : the further adventures of the man with Bogart's face (1980)
- Claws of the Eagle: A Novel of Tom Horn And the Apache Kid (1984)
- The Summer of Jack London  (1985)
- Mulligan (1989)
- Runaways (1994)
- There Came a Stranger (2001)
- The Rebel Johnny Yuma (2002)
- Double Eagles (2002)
- A Night in Beverly Hills (2003)
- Riders to Moon Rock (2005)
- A Night in Hollywood Forever (2006)
- Big Ike (2007)
- The Trespassers (2008)
- Tom Horn and the Apache Kid (2009)
- The Range Wolf (2012)
- Destiny Made Them Brothers (2013)
- Black Noon (2015)

### Theaterstücke
- The Man with Bogart's Face: A Play in Two Acts (2000)

## Ehrungen und Auszeichnungen
- Goldene Himbeere in der Kategorie Schlechtester Song für George Duning (Musik) und Andrew J. Fenady (Text) für den Titelsong „The Man with Bogart’s Face“ (1981)
- nominiert für den Edgar Allan Poe Award in der Kategorie Best Motion Picture für das Drehbuch zu Sam Marlow, Privatdetektiv (1981)
- Golden Boot Award (1995)